# Darius Marder
Darius Marder (Ashfield, 3 giugno 1974) è uno sceneggiatore e regista statunitense, noto per il suo film d'esordio, Sound of Metal (2019), per il quale è stato candidato all'Oscar alla migliore sceneggiatura originale.

## Biografia
Nato nella cittadina di Ashfield, nel Massachusetts, Marder cresce coi genitori e i suoi quattro fratelli in una comune di una trentina di persone seguaci degli insegnamenti del mistico russo Georges Ivanovič Gurdjieff. Trasferitosi a New York, dove si sposa e ha due figli, si mantiene con vari lavori prima di incappare nella storia di tre veterani della seconda guerra mondiale che avevano sepolto opere d'arte di valore in Europa con l'intenzione di tornare un giorno a riprenderle, decidendo di documentare la loro ricerca nel film Loot (2008).
Nel 2012 co-sceneggia il film di Derek Cianfrance Come un tuono, a seguito del quale esordisce alla regia di un lungometraggio di finzione con Sound of Metal, "ereditato" dall'amico Cianfrance in fase di sviluppo. Il film riceve il plauso della critica e molti riconoscimenti, tra cui sei candidature ai premi Oscar, tra cui quella per il miglior film: Marder viene candidato, assieme a suo fratello Abraham e Cianfrance (autore del soggetto), all'Oscar alla migliore sceneggiatura originale.
Sceneggerà anche il prossimo film di Cianfrance, Empire of the Summer Moon.

## Filmografia

### Sceneggiatore
- Come un tuono (The Place Beyond the Pines), regia di Derek Cianfrance (2012)
- Sound of Metal, regia di Darius Marder (2019)

### Regista
- Loot - documentario (2008)
- Sound of Metal (2019)

## Riconoscimenti
- Premio Oscar
  - 2021 – Candidatura alla migliore sceneggiatura originale per Sound of Metal
- Chicago Film Critics Association Award
  - 2020 – Candidatura al premio Milos Stehlik al miglior regista rivelazione per Sound of Metal
- Critics' Choice Award
  - 2021 – Candidatura alla miglior sceneggiatura originale per Sound of Metal
- Directors Guild of America Award
  - 2021 – Candidatura al miglior regista esordiente per Sound of Metal
- Independent Spirit Award
  - 2009 – Candidatura al Truer Than Fiction Award per Loot
  - 2021 – Candidatura al miglior film d'esordio per Sound of Metal
- San Diego Film Critics Society Award
  - 2021 – Candidatura al miglior regista per Sound of Metal
  - 2021 – Candidatura alla miglior sceneggiatura originale per Sound of Metal
- Satellite Award
  - 2021 – Candidatura a miglior regista per Sound of Metal
- Writers Guild of America Award
  - 2021 – Candidatura alla miglior sceneggiatura originale per Sound of Metal